# Курдюмов, Борис Георгиевич
Бори́с Гео́ргиевич Курдю́мов (род. 8 августа 1950) — российский дипломат.

## Биография
Окончил Фрунзенский политехнический институт (1972) и Дипломатическую академию МИД СССР (1990). На дипломатической работе с 1990 года.
- В 1990—1993 годах — советник Посольства СССР, (с 1991 — России) в Мозамбике.
- В 1997—2000 годах — советник, старший советник, начальник отдела Департамента информации и печати МИД России.
- С октября 2000 по февраль 2001 года — заместитель директора Департамента информационного обеспечения МИД России.
- В 2001—2004 годах — директор Департамента информационного обеспечения МИД России.
- В 2004—2011 годах — заместитель директора Департамента безопасности МИД России.
- С 14 января 2011 по 1 февраля 2018 года — чрезвычайный и полномочный посол России в Кабо-Верде[1][2]. Верительные грамоты вручил 18 февраля 2011 года[3].

## Дипломатический ранг
Чрезвычайный и полномочный посланник 2 класса (2 апреля 2003).

## Семья
Женат, имеет двух сыновей.